# Deutscher Verband für Garde- und Schautanzsport
Der Deutsche Verband für Garde- und Schautanzsport e. V. (DVG) wurde am 4. September 1986 zunächst als Deutscher Verband für Gardetanzsport gegründet – Ziel war es, den karnevalistischen Tanz als Tanzsport zu betreiben. Seinen großen Tag hatte der Verband ein Jahr später, als am 5. September 1987 die damalige Präsidentin Christa Schmidt-Holzhauer und der Präsident des Deutschen Tanzsportverbandes (DTV) Günter Meinen die Rahmenvereinbarung unterschrieben, mit der der DVG als Fachverband mit besonderer Aufgabenstellung im Deutschen Tanzsportverband und damit im Deutschen Sportbund aufgenommen wurde. Gardetanz wurde damit zu einer anerkannten Sportart.
Der junge Tanzsport erfreute sich bundesweit regen Zulaufs. Nicht nur Tänzer aus Karnevalvereinen, sondern auch Tanzgruppen und Solisten aus Turnvereinen interessieren sich immer mehr für den Tanzsport, wie er im DVG betrieben wird. Neben dem Gardetanz haben die Schautänze zunehmend an Bedeutung gewonnen. Dem wurde 1996 Rechnung getragen: Aus dem Deutschen Verband für Gardetanzsport wurde der Deutsche Verband für Garde- und Schautanzsport.
Der hohe sportliche und tänzerische Leistungsstand der Formationen und Solisten aus den Vereinen des DVG präsentiert sich auf den bundesweit stattfindenden Ranglisten- und Masters-Turnieren, den Landesmeisterschaften, Deutschen Meisterschaften und Europameisterschaften – der Garde- und Schautanzsport hat sich seinen festen Platz unter den Leistungssportdisziplinen im Deutschen Tanzsportverband erobert.
Qualifikation zum Masters-Cup:
Die besten fünf Tänze der Rangliste bis zum 31. Januar des jeweiligen Jahres.
Qualifikation zur Deutschen und zur Europameisterschaft:
Die ersten drei Plätze des Masters-Cup qualifizieren sich für die Deutsche Meisterschaft und der Gewinner des Masters-Cup qualifiziert sich direkt für die Europameisterschaft.
Die ersten fünf Plätze der Rangliste bis zum letzten Ranglistenturnier qualifizieren sich für die Deutsche Meisterschaft.
Die ersten drei Plätze der Deutschen Meisterschaft qualifizieren sich für die Europameisterschaft.
Tänze in der Gardetanzdisziplin sind Solo, Paar, Marsch, Polka und Gardetanz mit Hebefiguren. Bei den Schautänzen wird zwischen Schausolo, Schauduo, Freestyle, Charakter, Modern und Schautanz mit Hebefiguren unterschieden. Sowohl für den Garde- als auch den Schautanzbereich gibt es eine offene Disziplin, in der sich neue Vereine im DVG einfinden können, ohne bereits alle Kriterien des Regelwerks beachten zu müssen. Es gibt drei verschiedene Altersklassen: Schüler- (5–11 Jahre; Solo-Ligen: Mini-Liga bis 8 Jahre, Maxi-Liga 9–11 Jahre), Jugend- (12–15 Jahre) und Hauptklasse (ab 16 Jahren).

## Landesverbände
Dem DVG unterstellt sind folgende Landesverbände:
- Hessischer Verband für Garde- und Schautanzsport
- Garde- und Schautanzsportverband Nordrhein-Westfalen
- Garde- und Schautanzsportverband Nord
- Garde- und Schautanzsportverband Rheinland-Pfalz
- Gardetanzsportverband Baden-Württemberg
- Garde- und Schautanzsportverband Bayern